# Mistrzostwa Świata w Kolarstwie Torowym 1935
38. Mistrzostwa Świata w Kolarstwie Torowym 1935 odbyły się w Brukseli. Rozegrano trzy konkurencje: sprint amatorów i zawodowców oraz wyścig ze startu zatrzymanego zawodowców.

## Medaliści

### Mężczyźni
| Konkurencja                              | Złoto             | Srebro         | Brąz              |
| ---------------------------------------- | ----------------- | -------------- | ----------------- |
| Sprint indywidualny amatorów             | Toni Merkens      | Arie van Vliet | Jef van de Vijver |
| Sprint indywidualny zawodowców           | Jef Scherens      | Albert Richter | Louis Gérardin    |
| Wyścig ze startu zatrzymanego zawodowców | Charles Lacquehay | Erich Metze    | Georges Ronsse    |

## Klasyfikacja medalowa
| Miejsce | Państwo    |   |   |   | Razem |
| ------- | ---------- | - | - | - | ----- |
| 1.      | III Rzesza | 1 | 2 | 0 | 3     |
| 2.      | Belgia     | 1 | 0 | 1 | 2     |
|         | Francja    | 1 | 0 | 1 | 2     |
| 4.      | Holandia   | 0 | 1 | 1 | 2     |